# منية شبين
منية شبين إحدى قرى مركز شبين القناطر التابع لمحافظة القليوبية بجمهورية مصر العربية.

## التاريخ
قرية منية شبين من القرى القديمة، حيث وردت باسم «منية الرخا» في أعمال القليوبية ضمن قرى الروك الناصري التي أحصاها ابن الجيعان في كتاب «التحفة السنية بأسماء البلاد المصرية». وفي العصر العثماني وردت باسم «منية شيبين» في التربيع العثماني الذي أجراه الوالي العثماني سليمان باشا الخادم في عصر السلطان العثماني سليمان القانوني ضمن قرى ولاية القليوبية، وفي تاريخ 1228هـ/1813م الذي عدّ قرى مصر بعد المسح الذي قام به محمد علي باشا باسم «منية شبين» ضمن قرى مديرية القليوبية.

## السكان
بلغ عدد سكان منية شبين 10,414 نسمة، حسب الإحصاء الرسمي لعام 2006.